# Ceruraphis viburnicola
Ceruraphis viburnicola är en insektsart som först beskrevs av David D. Gillette 1909.  Ceruraphis viburnicola ingår i släktet Ceruraphis och familjen långrörsbladlöss. Inga underarter finns listade i Catalogue of Life.